# Mindaugas Sinkevičius

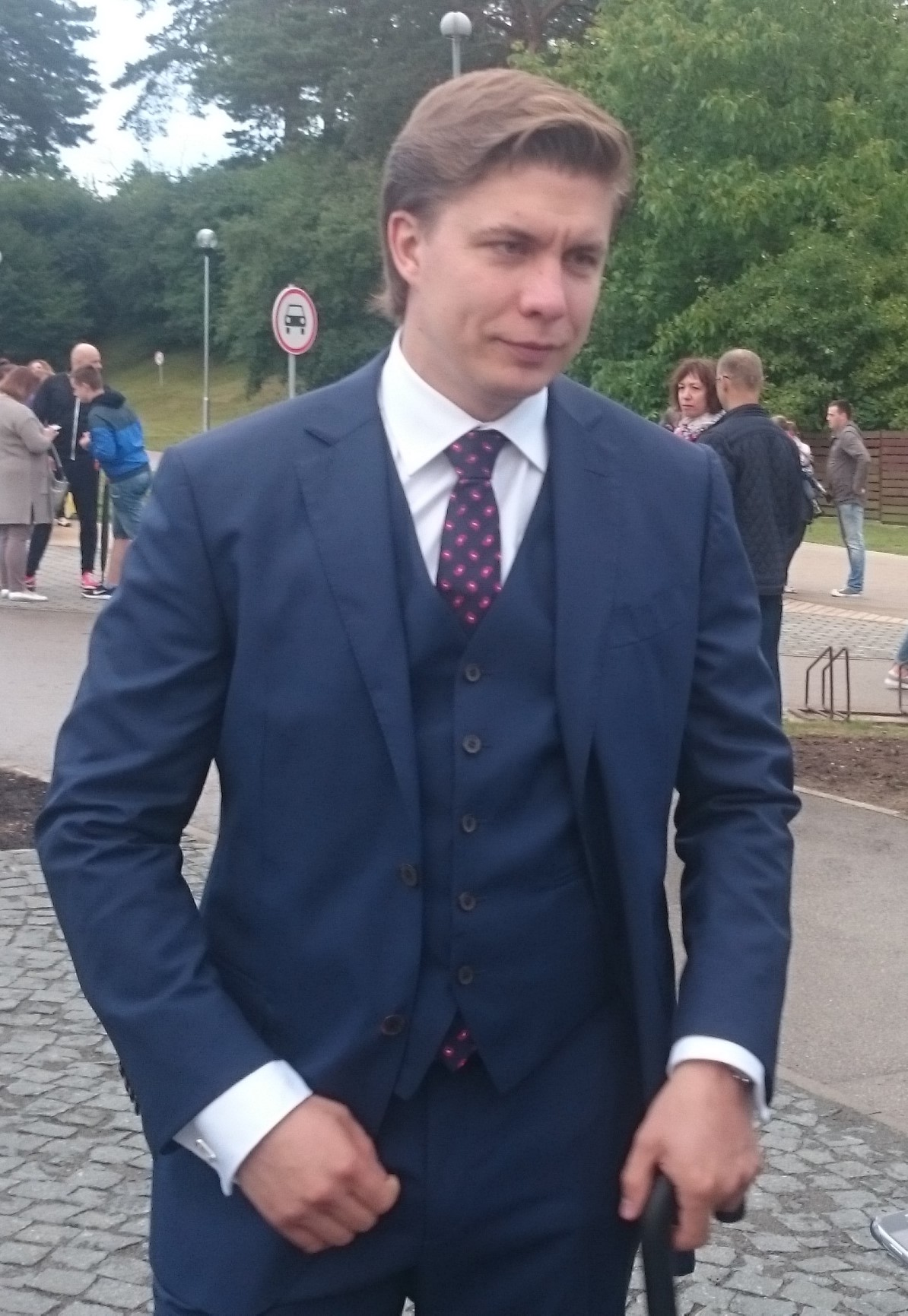
Mindaugas Sinkevičius bei Joninių slėnis in Jonava (Juli 2016)

Mindaugas Sinkevičius (* 20. Juni 1984 in Jonava) ist ein litauischer sozialdemokratischer Politiker. Von 2011 bis 2016 und von 2019 bis 2024 war er Bürgermeister der Rajongemeinde Jonava, von Dezember 2016  bis Oktober 2017 Wirtschaftsminister Litauens und von 2008 bis 2011 Vizebürgermeister von Jonava. Seit 2025 ist er LSDP-Parteivorsitzender.

## Ausbildung
Nach  dem Hauptschulabschluss an der 6. Mittelschule Jonava in Rimkai und dem Abitur 2003 am Senamiesčio-Gymnasium in der Altstadt Jonava absolvierte Mindaugas Sinkevičius 2007 das Bachelorstudium des Managements an der Universität Vilnius, von 2004 bis 2008 das Fernstudium das Bachelorstudium der Rechtswissenschaften an der Mykolas-Romer-Universität sowie 2009 das Masterstudium an der ISM University of Management and Economics in der litauischen Hauptstadt Vilnius. 2015 promovierte er in Sozialwissenschaften über Alkoholkonsum zum Thema Alcohol Consumption in the Context of Conflicting Societal and Personal Factors. Sein Betreuer war  Sigitas Urbonavičius, Professor der Universität Vilnius.
Von Dezember 2017 bis April 2019 leitete Sinkevičius als Direktor das lokale Wasserversorgung-Kommunalunternehmen UAB “Jonavos vandenys” in seiner Heimatstadt.

## Politik

### Kommunale Ebene
Bei den Kommunalwahlen in Litauen 2007 wurde er Ratsmitglied seiner Heimatregion. Von 2007 bis Dezember 2016 war Mindaugas Sinkevičius Mitglied im Rat und von 2008 bis 2009  Vizebürgermeister der Rajongemeinde Jonava (jüngster Vizebürgermeister in Litauen).
Bei den Kommunalwahlen in Litauen 2011  wurde Sinkevičius erneut zum Ratsmitglied ausgewählt. Im Rat wurde er zum Bürgermeister der Rajongemeinde aufgrund eines Koalitionsvertrags mit der liberalen LRLS-Partei. 2014 bekam Sinkevičius den Titel Bürgermeister des Jahres laut einer nationalen soziologischen Umfrage. Im März 2015 wurde er zum Bürgermeister der Rajongemeinde Jonava bei den direkten Wahlen der litauischen Bürgermeister mit der Stimmenmehrheit von 71,20 % schon im ersten Wahlgang ausgewählt.
Bei den Kommunalwahlen in Litauen 2019 war Sinkevičius LSDP-Listenführer im Wahlbezirk Jonava, aber fiel auf den 2. Platz in der Liste seiner Partei aufgrund der Rang-Wahl, da sich seiner Parteigenosse Eugenijus Sabutis, der frühere Jonava-Bürgermeister, gegen Sinkevičius setzte, indem er ihn sogar mit 366 Stimmen überholte. Seit dem 11. April 2019 ist Sinkevičius Mitglied im Rat und Bürgermeister der Rajongemeinde Jonava (am 3. März 2019 wurde er  mit der Stimmenmehrheit von 57,36 % schon im ersten Wahlgang ausgewählt, mit 14 % weniger Stimmen als im Jahr 2015).

### Nationale Ebene
Vom 13. Dezember 2016 bis zum 12. Oktober 2017 war Mindaugas Sinkevičius Wirtschaftsminister Litauens im Kabinett Skvernelis. Im September 2017 trat er zurück, nachdem der LSDP-Partei-Rat entschieden hatte, dass die Partei die Regierungskoalition mit der LVŽS beenden und auf leitende Ämter im Parlament und in der Regierung Litauens verzichten sollte. Sein Vater Rimantas Sinkevičius, damaliger Abgeordneter im Parlament, stimmte (wie auch andere Fraktionsmitglieder) für die Fortsetzung der Regierungskoalition und somit gegen den Willen der sozialdemokratischen Partei.

### Partei-Karriere
Seit 2004 ist Mindaugas Sinkevičius Mitglied und ab 2013 war er Vorsitzende der Sektion Jonava der Lietuvos socialdemokratų partija (LSDP). Ab 2015 war er Vorstandsmitglied der Partei. Von 2015 bis 2021 war er  stellvertretender Vorsitzender der LSDP (zunächst Stellvertreter von Algirdas Butkevičius, ab April 2017 Stellvertreter  von Gintautas Paluckas).  Sinkevičius ist auch Mitglied der Lietuvos socialdemokratinio jaunimo sąjunga. 2019 lehnte Sinkevičius seine Teilnahme bei LSDP-Vorsitzendenwahlen. Anfang August 2025 wurde er als Nachfolger von Gintautas Paluckas Parteivorsitzender der LSDP.

## Strafsache
Der Sonderuntersuchungsdienst brachte ein Strafverfahren gegen Mindaugas Sinkevičius ein und führte dann eine Voruntersuchung wegen des  Sachschäden der Stadtverwaltung vor.   Sinkevičius kaufte die Sachen für den persönlichen Gebrauch für die kommunalen Mittel  und damit bezahlte auch die Telekommunikationsdienstleistungen seiner Frau.  Die Anschuldigungen wurden wegen Missbrauchs, die Fälschung der Dokumente  und die Veruntreuung des Eigentums erhoben.
Am 27. Mai 2024 gab das Bezirksgericht Kaunas ein Urteil im Strafverfahren ab, in dem Sinkevičius für schuldig befunden wurde. Neben einer Geldstrafe wurde das Recht entzogen, 3 Jahre lang öffentliche Ämter zu besetzen.

## Familie

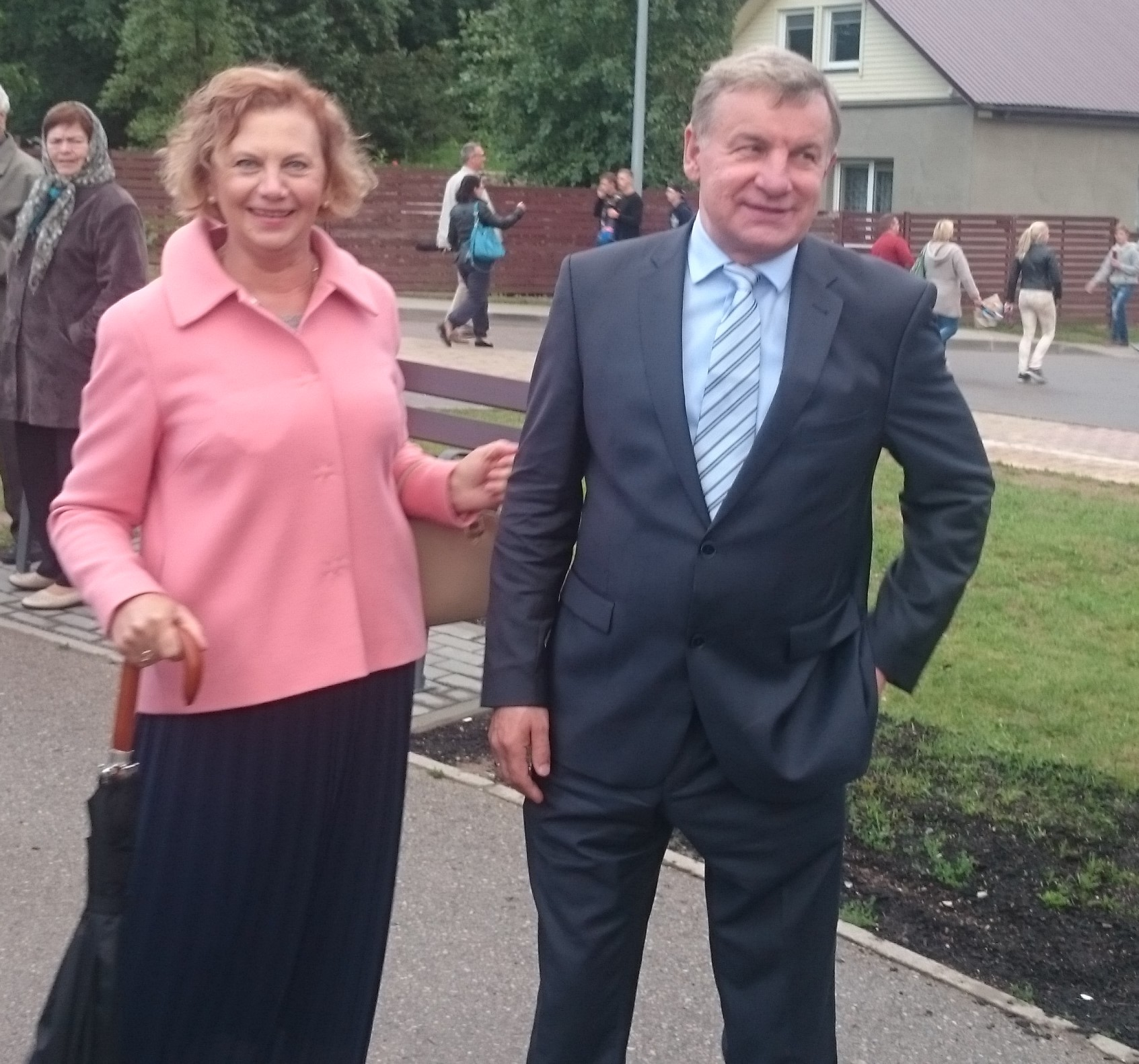
Eltern von Mindaugas Sinkevičius: Ligita und Rimantas (2016)

Sein Vater Rimantas Sinkevičius (* 1952) ist sozialdemokratischer Politiker, Seimas-Mitglied (2008–2020), ehemaliger Verkehrsminister Litauens (2012–2016), kommissarischer Bürgermeister von Jonava (2024), Chemie-Ingenieur und Manager des Chemieunternehmens AB Achema (1980–2008).
Seine Mutter Ligita Sinkevičienė, eine ehemalige Ingenieurin des Werks AB Achema, arbeitet bei der Umweltagentur am Umweltministerium Litauens.
Seine Schwester Rūta Jasilionė (* 1987, geb. Sinkevičiūtė) ist Juristin und arbeitet seit 2014 als Rechtsanwaltsgehilfin bei der Wirtschaftskanzlei „Valiūnas ir partneriai Ellex“ in der litauischen Hauptstadt Vilnius.
Mindaugas Sinkevičius ist seit Mai 2017  verheiratet. Seine Frau ist Aistė Sinkevičienė (* 1989, geb. Plūkaitė), eine Innenarchitektin aus Kaunas. Das Paar hat einen Sohn und eine Tochter.
Sinkevičius wohnt mit seiner Familie  in seiner Heimatstadt Jonava.